# Flughafenkurve Stuttgart
| Die Flughafenkurve (grün) im Bereich des Flughafens Stuttgart |                      |                                            |                                            |
| Streckennummer (DB): | 4704                 |                                            |                                            |
| Streckenlänge: | ca. 2 km             |                                            |                                            |
| Spurweite: | 1435 mm (Normalspur) |                                            |                                            |
| Stromsystem: | 15 kV, 16,7 Hz ~     |                                            |                                            |
| Maximale Neigung: | ca. 28 ‰             |                                            |                                            |
| Minimaler Radius: | ca. 300 m            |                                            |                                            |
| Streckengeschwindigkeit: | ca. 80 km/h          |                                            |                                            |
| |                      |                                            |                                            |
| \| \| \| Schnellfahrstrecke von Stuttgart \| \| \| \| 0,0 \| Schnellfahrstrecke nach Wendlingen (s. u.) \| Schnellfahrstrecke nach Wendlingen (s. u.) \| \| \| \| (Tunnelanfang) \| \| \| \| \| Schnellfahrstrecke Stuttgart–Wendlingen \| \| \| \| \| A 8 \| \| \| \| \| Flughafenschleife \| \| \| \| \| von Filderstadt \| \| \| \| \| Stuttgart Flughafen/Messe \| \| \| \| \| nach Stuttgart-Rohr \| \| |                      |                                            |                                            |
| Strecke (außer Betrieb) |                      | Schnellfahrstrecke von Stuttgart           | Schnellfahrstrecke von Stuttgart           |
| Abzweig geradeaus und nach rechts (Strecke außer Betrieb) | 0,0                  | Schnellfahrstrecke nach Wendlingen (s. u.) | Schnellfahrstrecke nach Wendlingen (s. u.) |
| Tunnelanfang (Strecke außer Betrieb) |                      | (Tunnelanfang)                             | (Tunnelanfang)                             |
| Kreuzung (Strecken außer Betrieb) (im Tunnel) |                      | Schnellfahrstrecke Stuttgart–Wendlingen    | Schnellfahrstrecke Stuttgart–Wendlingen    |
| Strecke (außer Betrieb) (im Tunnel) |                      | A 8                                        | A 8                                        |
| Kreuzung mit Tunnelstrecke (Strecken außer Betrieb) (im Tunnel) |                      | Flughafenschleife                          | Flughafenschleife                          |
| Abzweig ehemals geradeaus und von links (im Tunnel) |                      | von Filderstadt                            | von Filderstadt                            |
| Bahnhof (im Tunnel) |                      | Stuttgart Flughafen/Messe                  | Stuttgart Flughafen/Messe                  |
| Strecke (im Tunnel) |                      | nach Stuttgart-Rohr                        | nach Stuttgart-Rohr                        |

Die Flughafenkurve Stuttgart war eine im Rahmen von Stuttgart 21 vorgesehene Bahnstrecke in Baden-Württemberg. Sie hätte die von Stuttgart Hauptbahnhof kommende Schnellfahrstrecke Stuttgart–Wendlingen mit dem Bahnhof Stuttgart Flughafen/Messe an der Bahnstrecke Stuttgart-Rohr–Filderstadt Richtung Rohrer Kurve verbunden.
Die Flughafenkurve ist Teil des Planfeststellungsabschnitts 1.3b, dessen weitere Planung aufgegeben werden sollte, sobald für den Pfaffensteigtunnel der Planfeststellungsantrag eingereicht wurde, der als Alternativprojekt eine direkte Verbindung zwischen Gäubahn und Stuttgart Flughafen Fernbahnhof herstellen würde. Dies ist im April 2024 erfolgt.

## Verlauf
Die Kurve sollte zweigleisig und höhenfrei aus der Schnellfahrstrecke Stuttgart–Wendlingen von Stuttgart Hbf ausfädeln, zunächst in nordöstlicher Richtung verlaufen, um anschließend die Schnellfahrstrecke in südöstlicher Richtung zu unterqueren. Die ursprüngliche Planung sah vor, im Ostkopf des Bahnhofs Flughafen/Messe die beiden Gleise zunächst zu einem Gleis zusammenlaufen zu lassen, bevor sich vor der Bahnsteiganlage zwei Gleiswechsel (vier Weichen) zum Übergang in das Streckengleis Flughafen–Filderstadt anschließen. Nach anderen Plänen war vorgesehen, die Kurve zweigleisig in den Bahnhof einzuführen und das aus Filderstadt kommende Gleis in das südliche Gleis der Flughafenkurve (Regelfahrtrichtung Stuttgart Hauptbahnhof) einzufädeln.
Die Strecke war mit Steigungen von bis zu 28 Promille und Radien von bis zu 300 m herunter. Die Höchstgeschwindigkeit im Bogen lag bei 80 und am Übergang zur Neubaustrecke nach Stuttgart bei 100 km/h.

### Geschichte
Eine Flughafenkurve zur Anbindung des bestehenden Flughafenbahnhofs an die Neubaustrecke Richtung Stuttgart war Bestandteil der im April 1997 nachträglich in das Raumordnungsverfahren von Stuttgart 21 eingeführten Variante D4 für den Flughafenbereich.
Nach dem Planungsstand von 2001 sollte die Trasse mit Streckenkilometer 0,0 beim Baukilometer 10,8 aus der Neubaustrecke Stuttgart–Wendlingen zweigleisig ausfädeln. Sie verläuft zunächst in südöstlicher Richtung parallel zur Neubaustrecke, bevor sie in Kilometer 0,5 in eine Linkskurve in nordöstliche Richtung übergeht; das südliche Gleis der Strecke kreuzt dabei die Neubaustrecke in km 11,4. Nach einer kurzen Gerade gehen beide, nordöstlich der Neubaustrecke liegenden, Gleise beim Kilometer 1,0 in einen rund 180 Grad umfassenden Rechtsbogen in zunächst südöstlicher und anschließend südwestlicher Richtung über. Dabei werden die Schnellfahrstrecke Stuttgart–Wendlingen, die A 8 sowie die Flughafenschleife Stuttgart gekreuzt, bevor die Strecke in die Strecke Richtung Flughafen einfädelt.
Die Flughafenkurve war zunächst Teil des Planfeststellungsabschnitts 1.3 des Projekts Stuttgart 21. Für diesen Abschnitt wurde die Planfeststellung erstmals im Oktober 2002 beantragt.
Eine bergmännische Unterfahrung der A 8 wurde erwogen.
Seit der Aufteilung des Planfeststellungsabschnitts 1.3 gehört die Flughafenkurve zum Pfa 1.3b. Lediglich der Bereich, in dem die Flughafenkurve in die Neubaustrecke Stuttgart–Wendlingen einfädelt, gehört zum Pfa 1.3a. Für diesen Abschnitt wurde 2018 der Rohbau ausgeschrieben. Im April 2021 fand der Erörterungstermin für den Planfeststellungsabschnitt 1.3b statt.

## Betrieb
Eine Verkehrsprognose erwartete für das Jahr 2025 eine Querschnittsbelastung von 14.800 Reisenden auf der Kurve.

## Technik
Die Strecke wäre Teil des Digitalen Knotens Stuttgart geworden. Sie sollte durch ein Digitales Stellwerk gesteuert und mit ETCS sowie automatisiertem Fahrbetrieb ausgerüstet werden. Vorgesehen war dabei ETCS Level 2, weitgehend „ohne Signale“. Sie gehörte dabei zum Stell- und RBC-Bereich Fernbahn, der von einem in Waiblingen entstehenden Bedien- und Technikstandort gesteuert werden soll.